# Mokkasin
En mokkasin er en flad, syet skindsko.

## Mokkasiner brugt i Nordamerika
Mokkasinerne brugt i 1800-tallet i Nordamerika fandtes i mindst 18 varianter, f.eks. med rund eller fodformet snude, som sko eller mere støvleagtig:146  og sømmen af senetråd kunne ligge forskelligt alt efter tilskæringen af skindet.:151  Skoen var forsynet med en ankelsnøre til at holde den på foden.
Skoen kunne være lavet udelukkende af blødt (rådyr)skind:10  eller med en separat og mere holdbar sål. Okanagon indianerne brugte konsekvent røgede skind til deres mokkasiner,:218  mens hopierne anvendte et hvidgarvet rådyrskind til deres langskaftede og støvleagtige mokkasiner.:146  Blackfoot folkets mokkasiner til kvinder og mænd var praktisk talt ens,:130  modsat hvad der var tilfældet hos winnebagoerne.:108 
Nogle stammer brugte vintermokkasiner syet af (bison)skind med pelssiden vendt indad.:129  Thompson indianerne syede deres vintermokkasiner så store, at de kunne gå med en sok af enten skind eller vævede plantefibre i dem.:211 
Kvinder holdt gerne familien med fodtøj,:376  og mødre lærte deres døtre at sy skindsko,:2  men en vigtig del af en krigers færdigheder var at kunne reparere eller sy sine egne mokkasiner på en lang krigsekspedition.:139  En indiansk sporfinder kunne på aftrykket af en mokkasin afgøre med en vis sikkerhed, hvilken stamme bæreren tilhørte.:105 
De fleste folk fandt mokkasiner meget behagelige at gå i; også hvide der havde købt et par hos en stamme.:97 

### Simple mokkasiner
I tidlig tid og for at afhjælpe en øjeblikkelig mangel på fodtøj blev mokkasiner syet af ét stykke skind, der var foldet på langs midtpå og så skåret til. Den ene halvdel af skindet fungerede som underside eller ”sål” og den anden, spejlvendte halvdel blev foldet ind over sålen som et overlæder, der ville dække vristen samt fodens sider. Overlæderet var med to lange indsnit, så der kom en åbning at stikke foden ned i. Det tynde, aflange stykke skind mellem de to indsnit kaldes tungen.:128  Med et påsyet stykke skind forhøjede man mokkasinen ved anklen for at gøre den mere behagelig at gå i.:129  Ankelsnøren var trukket gennem snørehuller i skindet.
I første halvdel af 1800-tallet skar og syede hvide pelsjægere gerne deres mokkasiner efter dette enkle mønster.:112 

### Mere raffinerede mokkasiner
En bedre tilpasset skindsko havde en separat sål, der ofte var skåret ud af en kasseret parfleche.:129  Overlæderet var et separat stykke skind, der blev syet fast til sålen med vrangen ud. Når retsiden blev krænget frem, lå stingene indvendigt i mokkasinen.:140  En mokkasin af denne type var formgivet specielt til højre eller venstre fod. Anklen på skoen blev tit gjort højere, så kanten flugtede med det øverste af tungen. Meget af ankelsnøren lå skjult i et ombukket stykke skind fastgjort fra sko-vristen og rundt om hælen.:129  Mokkasinerne var ofte forsynet med et kort ”slæb” eller hale af en slags, f.eks. nogle få, tynde skindsnore knap 10 cm lange.:49 

### Brugen af mokkasiner
Ved siden af den indlysende brug af indianernes skindsko tjente de flere forskellige formål.
I mokkasin-spillet kom to til otte mokkasiner i brug, når to hold siddende overfor hinanden skulle gætte, i hvilken af skindskoene en lille, mærket genstand var gemt.:485 
Krigere fra pawnee stammen bar proviant af kugler formet af majsmel i deres ekstra mokkasiner, som var en del af udrustningen på en lang krigsekspedition til fods.:591  En pawnee med sortmalede mokkasiner markerede, at han havde opnået retten til at bære sådanne farvede skindsko ved at have helliggjort en nedlagt bison fire gange.:639 
Når et lille barn i omaha - eller oto stammen fik sit allerførste par mokkasiner i en ceremoni, var der lavet et hul i en af sålerne. Hvis en ånd viste sig for barnet og forlangte, at det fulgte med den tilbage til dødsriget, kunne barnet bruge sine slidte mokkasiner som en undskyldning for ikke at gå med.:117 
Thompson indianerne knækkede sommetider hasselnødder i små mængder ved at putte dem i mokkasinerne og løbe.:491 
Op gennem 1800-tallet blev mokkasiner en handelsvare købt af de hvide på prærien. For at gennemføre Atkinson-O'Fallon-ekspeditionen i 1825 måtte den amerikanske hær købe over 500 par mokkasiner.:165 